# Водсворт (Охајо)
Водсворт (енгл. Wadsworth) град је у америчкој савезној држави Охајо.

## Демографија
По попису из 2010. године број становника је 21.567, што је 3.13 (17,0%) становника више него 2000. године.
| Група             | 2000.          | 2010.          |
| Белци             | 17.954 (97,4%) | 20.717 (96,1%) |
| Афроамериканци    | 72 (0,4%)      | 168 (0,8%)     |
| Азијати           | 113 (0,6%)     | 159 (0,7%)     |
| Хиспаноамериканци | 125 (0,7%)     | 267 (1,2%)     |
| Укупно            | 18.437         | 21.567         |